# Ахмед Фуад II
Ахмед Фуад II (араб. الملك فؤاد الثاني; нар. 16 січня 1952, Каїр) — останній король Єгипту і Судану.
Фуад II успадкував трон після зречення свого батька Фарука I 26 липня 1952 року в результаті Єгипетської Липневої революції.
«Правив» Єгиптом менше року в перехідний період, допоки 18 червня 1953 року в країні було проголошено республіку. Таким чином, він став останнім монархом Єгипту з династії Мухаммеда Алі, що правила, починаючи від 1805 року. Після цього Фуад приєднався до королівської родини у вигнанні в Швейцарії.